# Gare de Hyūgashi
La gare de Hyūgashi (日向市駅, Hyūgashi-eki) est une gare ferroviaire de la ville de Hyūga dans la préfecture de Miyazaki. La gare est exploitée par la compagnie JR Kyushu.

## Situation ferroviaire
La gare de Hyūgashi est située au point kilométrique (PK) 276,7 de la ligne principale Nippō.

## Histoire
La gare a été inaugurée le 11 octobre 1921 sous le nom de gare de Tomitaka (富高駅). Elle prend son nom actuel en 1963.
La gare est modernisée en 2008 et son design est récompensé par un Brunel Award et un BCS Prize.

## Service des voyageurs

### Accueil
La gare dispose d'un bâtiment voyageurs ouvert tous les jours, avec des guichets et des automates pour l'achat de titres de transport.

### Desserte
- Ligne principale Nippō :
  - voie 1 : direction Nobeoka, Ōita et Kokura
  - voie 2 : direction Miyazaki